# Social Value Orientation
Social Value Orientation (SVO) bezeichnet in der Sozialpsychologie die soziale Wertorientierung, also die Präferenz einer Person, wie sie Ressourcen (z. B. Geld) zwischen sich selbst und einer anderen Person aufteilen möchte. Die SVO ist ein Maß, wie viel Gewicht eine Person dem Wohlergehen Anderer im Verhältnis zu ihrem eigenen beimisst und somit für die Eigen- und Fremdnützigkeit.

## Eigenschaften
Bei der Social Value Orientation wird davon ausgegangen, dass die Menschen die Ergebnisse Anderer im Vergleich zu ihren eigenen Ergebnissen unterschiedlich gewichten. Die SVO ist eine Variable mit individuellen Unterschieden (Differentielle Psychologie). Das allgemeine Konzept, das der SVO zugrunde liegt, wird in verschiedenen wissenschaftlichen Disziplinen wie der Ökonomie, der Soziologie und der Biologie unter einer Vielzahl unterschiedlicher Bezeichnungen untersucht (z. B. soziale Präferenzen, Präferenzen im Hinblick auf andere, Wohlfahrtskompromissverhältnisse, soziale Motive usw.). Das SVO-Konstrukt hat seinen Ursprung in der Erforschung interdependenter Entscheidungsfindung, d. h. strategischer Interaktionen zwischen zwei oder mehr Personen.
Mit dem Aufkommen der Spieltheorie in den 1940er Jahren wurde eine formale Sprache für die Beschreibung und Analyse von Situationen mit gegenseitiger Abhängigkeit auf der Grundlage der Nutzentheorie entwickelt. Als vereinfachende Annahme für die Analyse strategischer Interaktionen wurde allgemein davon ausgegangen, dass Menschen bei ihren Entscheidungen in interdependenten Situationen nur ihre eigenen Ergebnisse berücksichtigen und nicht auch die Ergebnisse der Interaktionspartner in Betracht ziehen. Die Untersuchung des menschlichen Verhaltens in sozialen Dilemma-Situationen, wie z. B. dem Gefangenendilemma, hat jedoch gezeigt, dass manche Menschen tatsächlich Rücksicht auf andere zu nehmen scheinen. Beim Gefangenendilemma werden die Teilnehmer gebeten, in die Rolle von zwei Verbrechern zu schlüpfen. In dieser Situation sollen sie so tun, als wären sie zwei Kriminelle, die in getrennten Räumen von Polizisten verhört werden. Beiden Teilnehmern wird ein Deal angeboten und sie haben zwei Möglichkeiten. Das heißt, der Teilnehmer kann schweigen oder gestehen und seinen Partner belasten. Entscheiden sich jedoch beide Teilnehmer für das Schweigen, werden sie freigelassen. Gestehen beide Teilnehmer, erhalten sie eine mäßige Strafe. Wenn hingegen ein Teilnehmer schweigt, während der andere gesteht, erhält die Person, die gesteht, eine Mindeststrafe, während die Person, die geschwiegen hat (und von ihrem Partner belastet wurde), eine Höchststrafe erhält. Die Teilnehmer müssen also die Entscheidung treffen, ob sie mit ihrem Partner kooperieren oder mit ihm konkurrieren wollen. Beim Einsatz im Labor wird die Dynamik dieser Situation stimuliert, da die Teilnehmer um Punkte oder Geld spielen. Die Teilnehmer können zwischen zwei Optionen wählen, die mit C oder D bezeichnet sind. Option C wäre die kooperative Wahl, und wenn sich beide Teilnehmer für die Kooperation entscheiden, erhalten sie beide Punkte oder Geld. Option D hingegen ist die kompetitive Wahl. Wenn nur ein Teilnehmer die Option D wählt, erhält dieser Teilnehmer Punkte oder Geld, während der andere Spieler Geld verliert. Entscheiden sich jedoch beide Teilnehmer für Option D, verlieren sie beide Geld. Dies zeigt nicht nur die sozialen Wertorientierungen der Teilnehmer, sondern auch die Gruppendynamik einer gemischtmotivierten Situation.
Aus dem Verhalten in strategischen Situationen ist es jedoch nicht möglich, auf die Motivationen der Menschen zu schließen, d. h. auf das gemeinsame Ergebnis, das sie wählen würden, wenn sie es allein bestimmen könnten. Der Grund dafür ist, dass das Verhalten in einer strategischen Situation immer eine Funktion sowohl der Präferenzen der Menschen hinsichtlich der gemeinsamen Ergebnisse als auch ihrer Überzeugungen über die Absichten und das Verhalten ihrer Interaktionspartner ist. In einem Versuch, die Präferenzen der Menschen in Bezug auf die gemeinsamen Ergebnisse allein, losgelöst von ihren Überzeugungen über das Verhalten der anderen Personen, zu bewerten, entwickelten David M. Messick und Charles G. McClintock 1968 die so genannte decomposed game technique. Grundsätzlich ist jede Aufgabe, bei der ein Entscheidungsträger allein bestimmen kann, welche von mindestens zwei Optionen für die Zuteilung der eigenen und der anderen Ressourcen realisiert wird, ein dekomponiertes Spiel (oft auch als Diktatorspiel bezeichnet, insbesondere in den Wirtschaftswissenschaften, wo es oft als Nullsummenspiel implementiert wird). Indem man beobachtet, welche Eigen-Andere-Ressourcenzuweisung eine Person in einem dekomponierten Spiel wählt, ist es möglich, die Präferenzen dieser Person in Bezug auf die Eigen-Andere-Ressourcenzuweisung, d. h. die soziale Wertorientierung, zu ermitteln. Da keine andere Person eine Entscheidung trifft, die sich auf das gemeinsame Ergebnis auswirkt, gibt es keine Interdependenz, so dass eine mögliche Auswirkung von Überzeugungen auf das Verhalten ausgeschlossen ist. Ein Beispiel: Betrachten Sie zwei Optionen, A und B. Wenn Sie sich für Option A entscheiden, erhalten Sie 100 Dollar, und eine andere (unbekannte) Person erhält 10 Dollar. Wenn Sie sich für Option B entscheiden, erhalten Sie $85, und die andere (unbekannte) Person erhält ebenfalls $85. Dies ist ein zersetztes Spiel. Wenn eine Person die Option B wählt, können wir daraus schließen, dass diese Person bei ihrer Entscheidung nicht nur das Ergebnis für sich selbst berücksichtigt, sondern auch das Ergebnis für die andere Person mit einbezieht.

## Aufbau
Wenn Menschen danach streben, ihren eigenen Gewinn zu maximieren, werden sie als proselbst bezeichnet. Wenn Menschen aber auch um die Gewinne und Verluste Anderer besorgt sind, werden sie als prosozial bezeichnet. Innerhalb der SVO gibt es vier Kategorien. Individualistische und wettbewerbsorientierte SVOs sind proselbst, während kooperative und altruistische SVOs prosozial sind:
- Individualistische Orientierung: Die Mitglieder dieser Kategorie sind nur auf ihr eigenes Ergebnis bedacht. Sie treffen Entscheidungen auf der Grundlage dessen, was sie ihrer Meinung nach persönlich erreichen werden, ohne sich um die Ergebnisse anderer zu kümmern. Sie konzentrieren sich nur auf ihre eigenen Ergebnisse und lassen sich daher nicht auf andere Gruppenmitglieder ein. Sie helfen weder, noch mischen sie sich ein. Ihre Handlungen können sich jedoch indirekt auf andere Mitglieder der Gruppe auswirken, doch ist dies nicht ihr Ziel.

- Wettbewerbssorientierung: Konkurrenten streben ähnlich wie Individualisten danach, ihre eigenen Ergebnisse zu maximieren, aber zusätzlich versuchen sie, die Ergebnisse anderer zu minimieren. Meinungsverschiedenheiten und Argumente werden als Win-Lose-Situationen betrachtet, und Konkurrenten finden Befriedigung darin, anderen ihre Ideen aufzuzwingen. Ein Konkurrent ist der Meinung, dass jeder in jeder Situation das Maximum herausholen sollte und jedes Mal auf Sieg spielen sollte. Personen mit wettbewerbsorientierten SVOs geraten häufiger in Konflikte.[1]  Konkurrenten veranlassen Mitarbeiter, mit Kritik auf ihren ruppigen Stil zu reagieren. Konkurrenten ändern ihr Verhalten als Reaktion auf diese Beschwerden jedoch nur selten, da ihnen die Aufrechterhaltung der zwischenmenschlichen Beziehungen relativ gleichgültig ist.

- Kooperative Orientierung: Kooperierende neigen dazu, sowohl ihre eigenen Ergebnisse als auch die der anderen zu maximieren. Sie bevorzugen Strategien, die zu Win-Win-Situationen führen. Im Umgang mit anderen Menschen glauben sie, dass es besser ist, wenn alle in einer Situation gleich viel gewinnen.

- Altruistische Orientierung: Altruisten sind motiviert, anderen zu helfen, die in Not sind. Mitglieder dieser Kategorie haben ein geringes Eigeninteresse. Sie opfern bereitwillig ihre eigenen Ergebnisse in der Hoffnung, anderen zu helfen, Vorteile zu erzielen.

1973 veröffentlichten Griesinger und Livingston einen geometrischen Rahmen für SVO (den SVO-Ring, siehe Abbildung), mit dem sie zeigen konnten, dass SVO im Prinzip kein kategorisches, sondern ein kontinuierliches Konstrukt ist, das eine unendliche Anzahl von sozialen Wertorientierungen zulässt.
Die Grundidee bestand darin, die Ergebnisse für sich selbst (auf der x-Achse) und für den anderen (auf der y-Achse) auf einer kartesischen Ebene darzustellen und die Optionen für die Zuweisung des eigenen und des anderen Auszahlungsbetrags als Koordinaten auf einem Kreis darzustellen, dessen Mittelpunkt der Ursprung der Ebene ist. Wählt eine Person eine bestimmte Eigen-Sonstiges-Ergebnis-Zuordnung auf dem Ring, kann die SVO dieser Person durch den Winkel der Linie dargestellt werden, die am Ursprung der kartesischen Ebene beginnt und die Koordinaten der jeweils gewählten Eigen-Sonstiges-Ergebnis-Zuordnung schneidet.
Würde eine Person beispielsweise die Option auf dem Kreis wählen, die das eigene Ergebnis maximiert, so würde dies einem SVO-Winkel von 0° entsprechen, was auf eine vollkommen individualistische SVO hinweist. Ein Winkel von 45° würde eine perfekt kooperative (gemeinsame Ergebnisse maximierende) SVO anzeigen, während ein Winkel von - 45° eine perfekt kompetitive (relativen Gewinn maximierende) SVO anzeigen würde. Diese Konzeptualisierung zeigt, dass SVO ein kontinuierliches Konstrukt ist, da es eine unendliche Anzahl möglicher SVOs gibt, da Winkelgrade kontinuierlich sind. Dieser Fortschritt in der Konzeptualisierung des SVO-Konstrukts verdeutlichte auch, dass die SVO, wie sie ursprünglich konzeptualisiert wurde, in Form einer Nutzenfunktion der folgenden Form dargestellt werden kann. 
{\displaystyle U_{(\pi _{s},\pi _{o})}=a*\pi _{s}+b*\pi _{o}},
wobei {\displaystyle \pi _{s}} das Ergebnis für sich selbst ist, {\displaystyle \pi _{o}} das Ergebnis für den anderen, und die Parameter das Gewicht angeben, das eine Person dem eigenen Ergebnis ({\displaystyle a}) und dem Ergebnis für den anderen ({\displaystyle b}) beimisst.

## Messung
Für die Bewertung der SVO gibt es verschiedene Messmethoden. Die Grundlage für jedes dieser Maße ist die Technik des zerlegten Spiels, d. h. eine Reihe von Diktatorspielen mit nicht konstanter Summe. Die am häufigsten verwendeten SVO-Maße sind die Folgenden.

### Ring-Maß
Das Ringmaß wurde 1984 von Wim B. G. Liebrand entwickelt und basiert auf dem geometrischen SVO-Rahmen, der 1973 von Griesinger und Livingston vorgeschlagen wurde. Beim Ringmaß werden die Probanden gebeten, zwischen 24 Paaren von Optionen zu wählen, die dem Probanden und dem "anderen" Geld zuweisen. Die 24 Ergebnispaare entsprechen gleichmäßig verteilten, benachbarten Zuweisungen von Eigen- und Fremdgeld auf einem SVO-Ring, d. h. einem Kreis mit einem bestimmten Radius, der im Ursprung der kartesischen Ebene zentriert ist. Die vertikale Achse (y) misst die Anzahl der Punkte oder den Geldbetrag, der dem anderen zugewiesen wird, und die horizontale Achse (x) misst den Betrag, der dem eigenen Unternehmen zugewiesen wird. Jedes Paar von Ergebnissen entspricht zwei benachbarten Punkten auf dem Kreis. Addiert man die 24 Wahlmöglichkeiten eines Probanden, so erhält man einen Motivationsvektor mit einer bestimmten Länge und einem bestimmten Winkel. Die Länge des Vektors zeigt die Konsistenz des Wahlverhaltens eines Probanden an, während der Winkel die SVO dieses Probanden angibt. Bei einem hinreichend konsistenten Wahlmuster werden die Probanden entsprechend ihrem SVO-Winkel in eine von acht SVO-Kategorien eingeteilt. Dieses Maß ermöglicht die Erkennung ungewöhnlicher pathologischer SVOs wie Masochismus, Sadomasochismus oder Märtyrertum, die darauf hindeuten würden, dass ein Subjekt dem Ergebnis für das Selbst angesichts der oben beschriebenen Nutzenfunktion ein negatives Gewicht ({\displaystyle a}) beimisst.

### Dreifach-Dominanz-Maß
Das Triple-Dominance-Maß basiert direkt auf der Verwendung von dekomponierten Spielen, wie sie von Messick und McClintock (1968) vorgeschlagen wurden. Konkret besteht das Triple-Dominance-Maß aus neun Items, von denen jedes die Testperson auffordert, eine von drei Zuordnungen zwischen dem eigenen und einem anderen Ergebnis zu wählen. Die drei Optionen haben in jedem der Items die gleichen Eigenschaften. Eine Option maximiert das Ergebnis für sich selbst, eine zweite Option maximiert die Summe der Ergebnisse für sich selbst und den anderen (gemeinsames Ergebnis), und die dritte Option maximiert den relativen Gewinn (d. h. die Differenz zwischen dem Ergebnis für sich selbst und dem Ergebnis für den anderen). Wenn ein Proband bei mindestens sechs der neun Items eine Option wählt, die auf eine bestimmte SVO hinweist, wird der Proband entsprechend kategorisiert. Das heißt, ein Proband wird als kooperativ/prosozial, individualistisch oder wettbewerbsorientiert/proselbst kategorisiert.

### Gleitendes Maß
Das Slider-Maß erfasst SVO auf einer kontinuierlichen Skala, anstatt die Probanden in nominale Motivationsgruppen einzuteilen. Das Instrument besteht aus 6 primären und 9 sekundären Items. Bei jedem Item der papierbasierten Version des Slider-Maßes muss eine Versuchsperson aus neun Optionen die von ihr bevorzugte Zuordnung von eigenen und anderen Ergebnissen angeben. Aus den Angaben der Testperson in den primären Items kann der SVO-Winkel errechnet werden. Es gibt auch eine Online-Version des Slider-Maßes, bei der die Versuchspersonen in den Items entlang eines Kontinuums von Eigen-Andere-Auszahlungszuweisungen gleiten können, was eine sehr genaue Bewertung der SVO einer Person ermöglicht. Die sekundären Items können zur Unterscheidung zwischen den Motivationen zur Maximierung des gemeinsamen Ergebnisses und zur Minimierung des Unterschieds zwischen den Ergebnissen (Ungleichheitsaversion) bei prosozialen Personen verwendet werden. Das SVO-Slider-Maß hat sich als zuverlässiger erwiesen als die bisher verwendeten Maße und liefert SVO-Werte auf einer kontinuierlichen Skala.

## Neurobiologie
In einigen neueren Arbeiten wurde untersucht, ob sich die soziale Wertorientierung in irgendeiner Weise in der menschlichen Gehirnaktivität widerspiegelt. Die erste funktionelle Magnetresonanztomographie-Studie zur sozialen Wertorientierung ergab, dass die Reaktion der Amygdala auf wirtschaftliche Ungerechtigkeit (d. h. der absolute Wert des Belohnungsunterschieds zwischen einem selbst und dem anderen) mit dem Grad der prosozialen Orientierung korreliert. Eine Studie zur funktionellen Magnetresonanztomographie ergab, dass die Reaktionen des medialen präfrontalen Kortex - ein Bereich, der normalerweise mit sozialer Kognition in Verbindung gebracht wird - die Präferenzen für wettbewerbsorientierte, individualistische und kooperative Zuweisungen widerspiegeln. Ähnliche Ergebnisse in diesem oder benachbarten Bereichen (ventromedialer und dorsomedialer präfrontaler Kortex) wurden an anderer Stelle berichtet.